# 防災の日
防災の日（ぼうさいのひ）は、日本において「政府、地方公共団体等防災関係諸機関をはじめ、広く国民が、台風、豪雨、豪雪、洪水、高潮、地震、津波等の災害についての認識を深めるとともに、これに対する備えを充実強化することにより、災害の未然防止と被害の軽減に資する」ために制定された防災啓発デー。日付は9月1日。
毎年、この「防災の日」である9月1日を含む8月30日から9月5日までの1週間を防災週間（ぼうさいしゅうかん）として、「防災知識の普及のための講演会、展示会等の開催、防災訓練の実施、防災功労者の表彰等の行事」が地方公共団体その他関係団体の緊密な協力を得て全国的に実施される。

## 概要

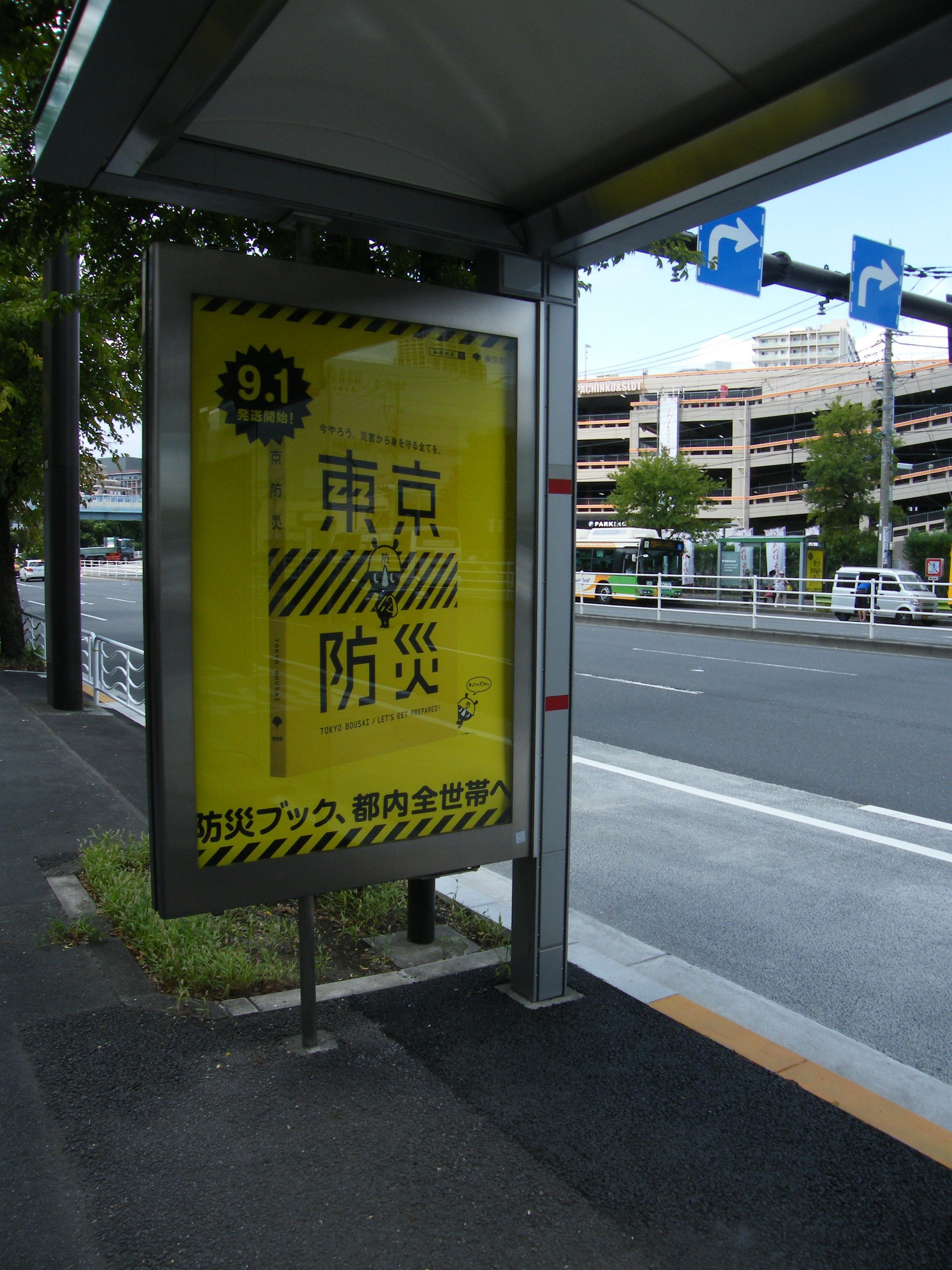
都営バス・東雲の乗り場の防災の日の東京防災のポスター（2015年9月）

「防災の日」は、1960年（昭和35年）6月17日の閣議了解（第2次岸改造内閣：岸信介首相）により制定された。9月1日の日付は、1923年（大正12年）9月1日に発生した関東大震災にちなんだものである。また、例年8月31日 - 9月1日付近は、台風の襲来が多いとされる二百十日にあたり、「災害への備えを怠らないように」との戒めも込められている。
一方では、台風シーズンに制定されたことにより、台風や前線による集中豪雨によって防災訓練が中止になる事例も発生している。「防災の日」が制定されるまでは、9月1日に行われる行事は、関東大震災犠牲者の慰霊祭が中心であった。しかし、「防災の日」が制定されてからは、全国各地で防災訓練が行われる日となっている。
なお、1982年（昭和57年）5月11日の閣議了解（鈴木善幸改造内閣：鈴木善幸首相）で、この「『防災の日』の創設について」の閣議了解は廃止され、改めて「防災の日」及び「防災週間」が制定された。また、1983年（昭和58年）5月24日に同閣議了解に基づく「防災週間」の期間を1983年（昭和58年）以降は毎年8月30日から9月5日までの期間とすることが内閣府中央防災会議により決定された。